# برا (اوهایو)
برا(به انگلیسی: Berea) شهری در ایالت اوهایو کشور ایالات متحده آمریکا است که جمعیت آن در سرشماری سال ۲۰۱۰ میلادی، ۱۹٬۰۹۳ نفر بوده‌است.

## نگارخانه

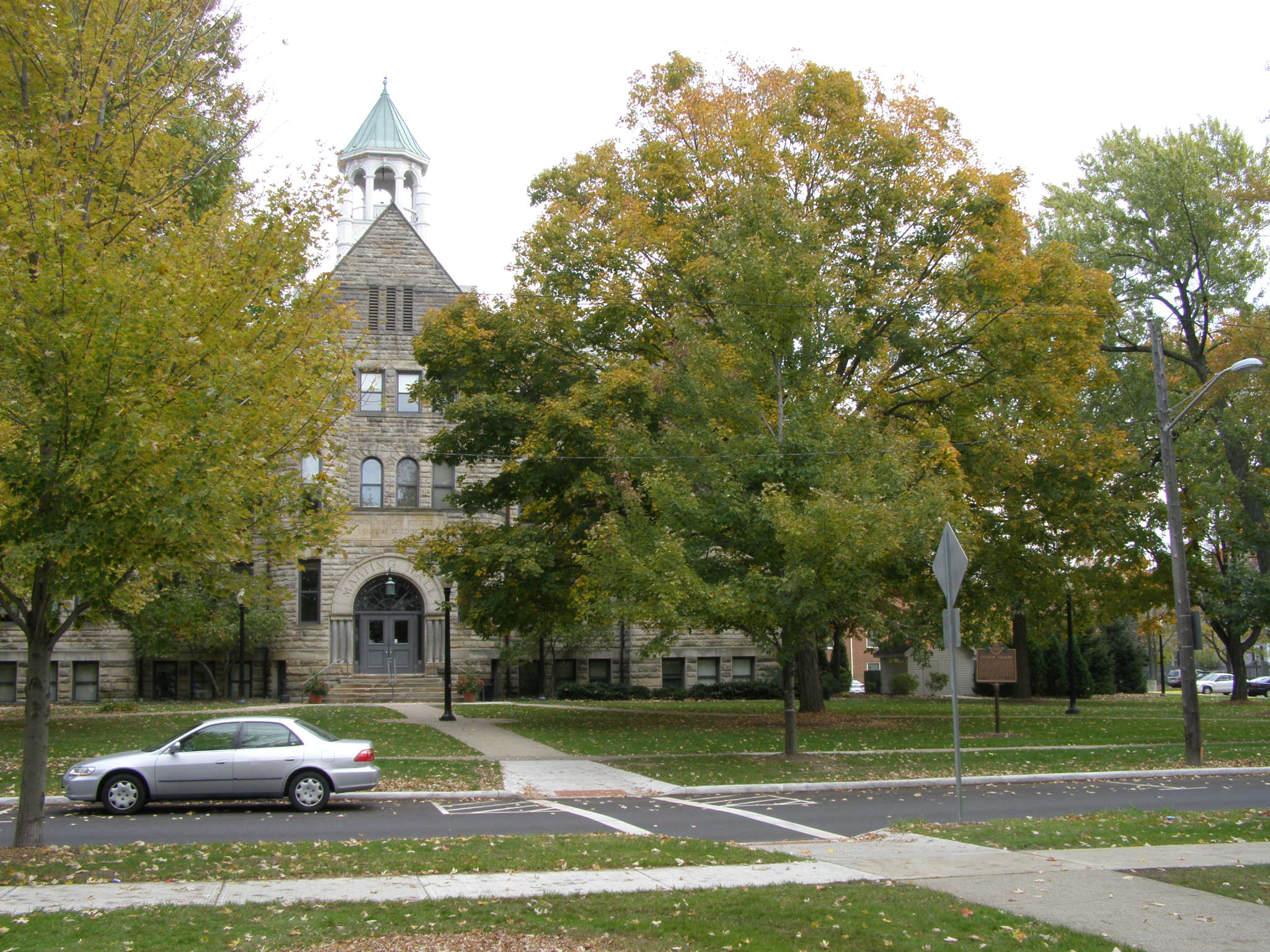
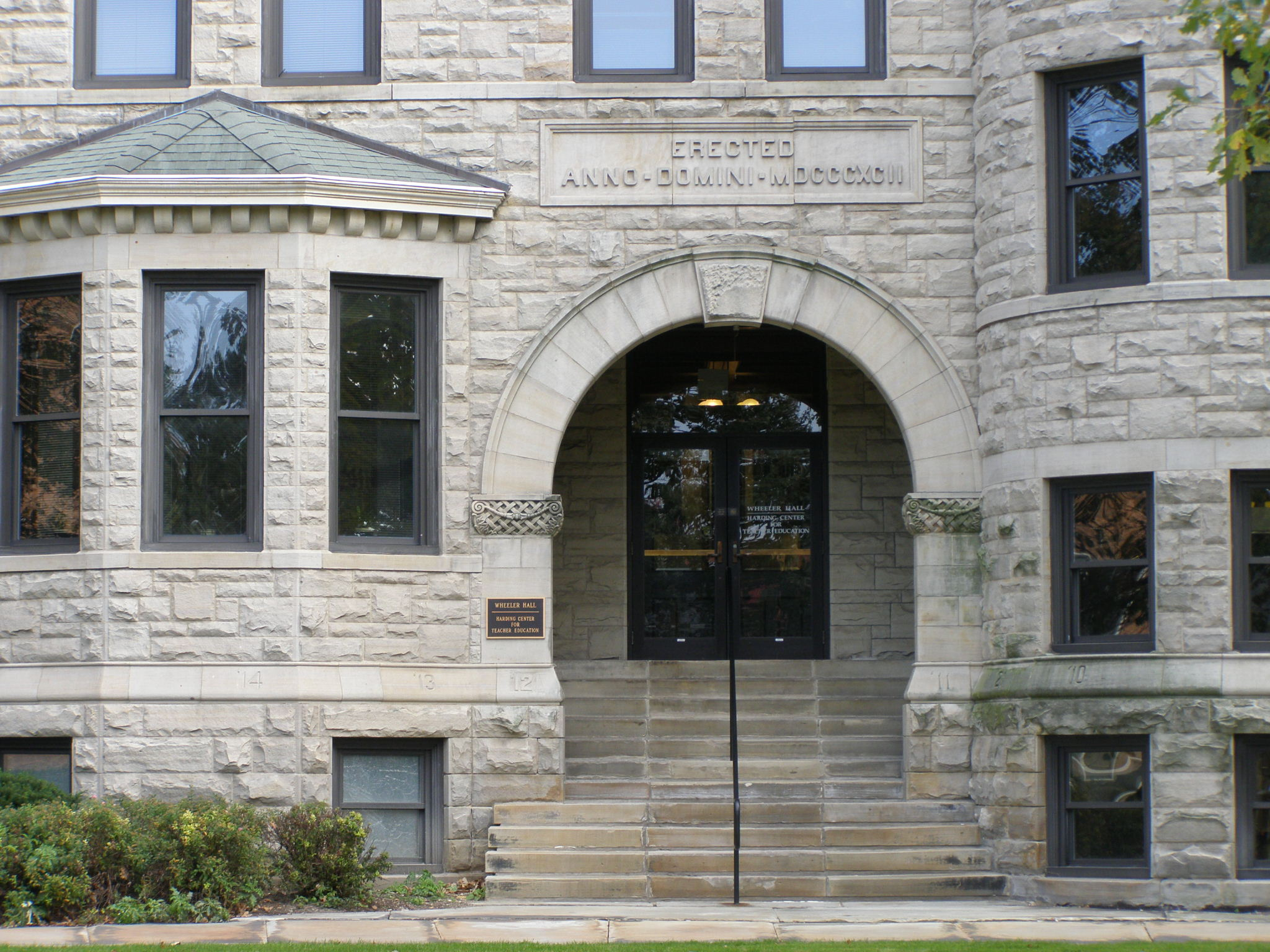
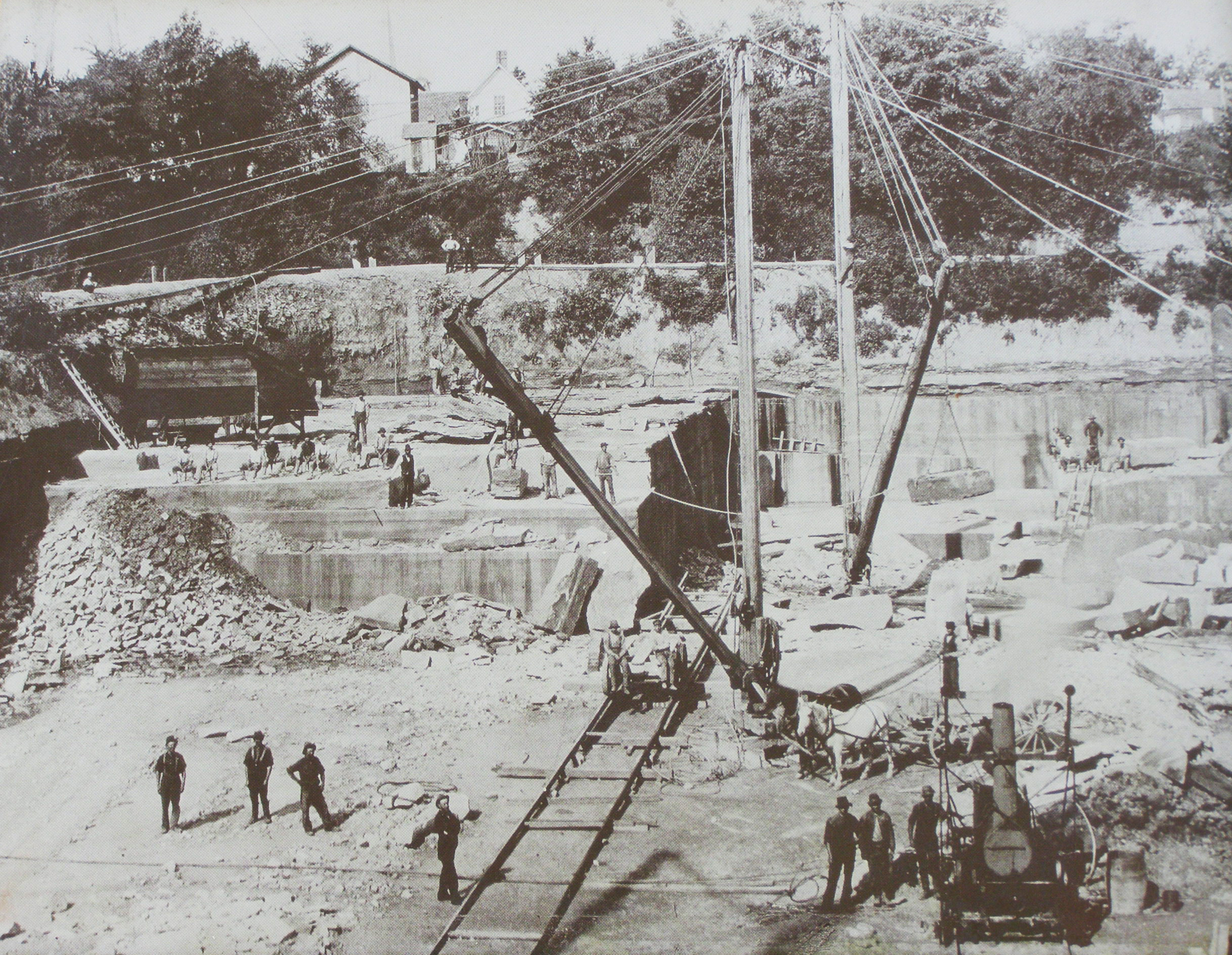
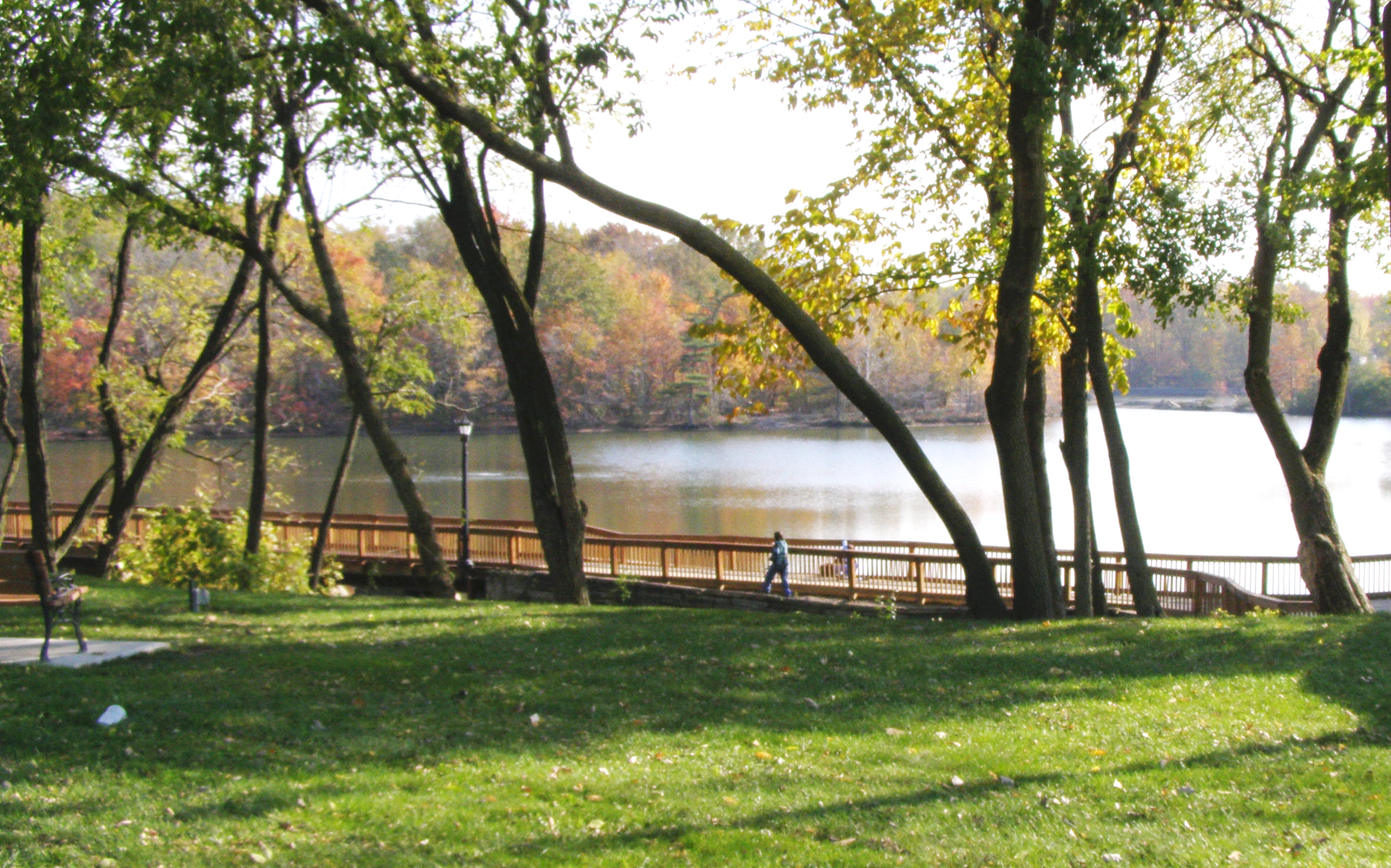